# Голяре-Косіги
Голяре-Косіги (словац. Holiare-Kosihy) — водний канал в Словаччині, права притока Дунаю, протікає в окрузі Комарно.
Довжина приблизно 11.6-11.8 км. Витік знаходиться в Дунайській рівниині); є фактичним продовженням каналу Вельки Медер-Голяре — на висоті 107 метрів..
Протікає територією сіл Голяре; Туонь; Травник; Клижська Нема і Вельке Косіги. Впадає у Дунай на висоті приблизно 107 метрів.